# Haltidytes crassus
Haltidytes crassus is een buikharige uit de familie Dasydytidae. Het dier komt uit het geslacht Haltidytes. Haltidytes crassus werd in 1917 voor het eerst wetenschappelijk beschreven door Greuter. 